# LaSalle/Van Buren (métro de Chicago)
LaSalle/Van Buren est une station du métro de Chicago située sur le côté sud du Loop, dans le centre-ville de Chicago.

## Histoire
La station fut ouverte dans le cadre de la construction du Loop en 1897, Les travaux débutèrent en janvier 1896 sous l’impulsion de Charles Tyson Yerkes.
Comme toutes les autres stations du Loop, LaSalle/Van Buren est de construction classique, 2 quais de chaque côté et couverts sur trente mètres par des petits auvents en acier. Le premier service fut assuré à partir du 3 octobre 1897.
La station fut à l'origine appelée Pacific Street station, en raison de la Pacific Street parallèle à la station avant de changer de nom en 1912 et d'adopter le nom du croisement des rues sous sa mezzanine.
La station apparaît dans le film de 1986 Deux flics à Chicago (Running Scared) avec Gregory Hines et Billy Crystal. Dans ce film, une voiture avait été placée sur une voie de la station puis écrasée par une rame. La station est restée semblable à celle que l’on peut apercevoir dans le film. Elle apparaît également en 1987 dans le film Un ticket pour deux (Planes, Trains and Automobiles) avec Steve Martin et John Candy.

## Desserte
La station est desservie par la ligne brune dans le sens inverse des aiguilles d’une montre sur la voie extérieur du Loop et par les lignes mauve (en heure de pointe), orange, et rose dans le sens horlogique sur la voie intérieure du Loop.

| Nord/Ouest                        |  |                                    |  | Sud/Est                                                |
| --------------------------------- |  | ---------------------------------- |  | ------------------------------------------------------ |
| Quincy                            |  | ligne brune                        |  | Harold Washington Library-State/Van Buren vers Kimball |
| Quincy vers Midway via Clark/Lake |  | ligne orange                       |  | Harold Washington Library-State/Van Buren              |
| Quincy vers 54th/Cermak           |  | ligne rose                         |  | Harold Washington Library-State/Van Buren              |
| Quincy vers Linden                |  | ligne mauve (heures de pointe) (d) |  | Harold Washington Library-State/Van Buren              |
| modifier sur Wikidata             |  |                                    |  |                                                        |

## Correspondances
Le Chicago Board of Trade et le Chicago Board Options Exchange se situe à proximité de la station qui offre des correspondances vers la ligne bleue du métro à la station LaSalle et à la ligne Rock Island du Metra à LaSalle Street Station.
Avec les bus de la Chicago Transit Authority :
- #1 Indiana/Hyde Park
- #7 Harrison
- #22 Clark
- #24 Wentworth
- #36 Broadway
- #126 Jackson
- #129 West Loop/South Loop
- #130 Museum Campus (Summer Service Only)
- #132 Goose Island Express
- #145 Wilson/Michigan Express
- #151 Sheridan (Owl Service)